# Неандерталец. В поисках исчезнувших геномов
«Неандерталец. В поисках исчезнувших геномов» (англ. Neanderthal Man: In Search of Lost Genomes) — книга шведского генетика Сванте Паабо, опубликованная в 2014 году на английском языке. Сванте Паабо специализируется в области эволюционной генетики. В его книге описывается исследование научной группы под его руководством по расшифровке генома неандертальцев, вымерших гоминин, обитавших на территории большей части Европы и Ближнего Востока. Книга написана в стиле мемуаров с описанием научной работы и случаев из практики.

## Содержание
Паабо описывает свой ранний интерес к египтологии и то, как его работа по секвенированию ДНК мумии позволила ему заняться эволюционной антропологией. Книга отчасти автобиографична, в ней учёный затрагивает свою личную жизнь, размышляя о своём отце, химике Суне Бергстрём, с которым у него были не очень близкие отношения, и о собственном браке.
Книга Паабо рассказывает о возникновении и развитии эволюционной генетики, а также о вкладе, внесённом в неё автором и его коллегами. Большая часть книги посвящена усилиям его исследовательской группы в Институте эволюционной антропологии Макса Планка по составлению карты генома неандертальца в рамках проекта по секвенированию полного генома неандертальца. Эти исследования принесли Паабо международную научную известность и признание с публикацией в журнале Science в 2010 году первоначального проекта генома, за которым в 2013 году последовал расширенный анализ.

## Отзывы
Книга получила положительную рецензию The New York Times, Карл Циммер назвал её «захватывающим отчётом». Также книга Паабо попала в воскресный список редакторов книжного обозрения The New York Times. Питер Форбс из The Guardian, комментируя описание процесса исследования в книге, написал:
Его книга также ценна тем, что показывает, как современные исследовательские группы работают вместе и иногда ссорятся. Попутно ключевой сотрудник стал конкурентом, и на полпути Паабо покинул одну сотрудничающую компанию по секвенированию генов, присоединившись к другой. Гонка за геномом неандертальца напоминает историю генома человека, произошедшую 10 лет назад, как это описано в книге Джеймса Шриви The Genome War